# Nel giorno del Signore
Nel giorno del Signore è un film del 1970 diretto da Bruno Corbucci. Il film è una parodia del successo Nell'anno del Signore di Luigi Magni.

## Trama
Nella Roma del 1500 governata da papa Leone X, il pittore marchigiano Raffaello sta dipingendo le stanze papali. Ha una fidanzata di nome Fornarina che però è invidiata da Beatrice che uccide uno strozzino che cerca di abusare di lei ma fa in modo di gettare la colpa sulla ragazza. Fornarina è affidata alle cure di un frate confessore un po' pazzo, mentre la Santa Inquisizione decide il suo destino. Raffaello però scopre l'inganno di Beatrice e la fa esiliare dal papa, tornando alla felicità.